# Roannais
Der Roannais ist eine Région naturelle in Frankreich im Norden des Départements Loire und der Region Auvergne-Rhône-Alpes. Ihren Namen hat sie von der Stadt Roanne.
Der Roannais wird (von Süden nach Norden) von der Loire durchflossen. Nachbarregionen sind:
- im Norden die Sologne bourbonnaise und der Brionnais
- im Osten der Beaujolais und die Monts du Lyonnais
- im Süden der Forez
- im Westen der Livradois und die Montagne Bourbonnaise

Zum Roannais gehören u. a. der Pays de Charlieu (auch Pays Sornin genannt) südlich der Stadt Charlieu, das Weinbaugebiet Côte Roannaise und die Monts de la Madeleine.